# Rudolf Appelt
Rudolf Appelt (5. prosince 1900 Dolní Hanychov – 2. července 1955 Moskva) byl československý levicový politik německé národnosti a meziválečný poslanec Národního shromáždění za Komunistickou stranu Československa, po válce politik a diplomat v Německé demokratické republice.

## Biografie
Narodil se v Dolním Hanychově jako syn truhláře. Původní profesí byl obchodním úředníkem. Od mládí byl aktivní v dělnickém hnutí. Zpočátku se angažoval v německé sociální demokracii, pak se stal komunistou. Patřil mezi zakladatele KSČ na Liberecku. Ve straně působil jako řadový funkcionář, později jako stranický tajemník a novinář.
V parlamentních volbách v roce 1935 se stal poslancem Národního shromáždění. Poslanecké křeslo si podržel do prosince 1938, kdy byl v důsledku rozpuštění KSČ zbaven mandátu.
Koncem roku 1938 už byl v emigraci v Sovětském svazu mezi členy zahraničního (exilového) vedení KSČ. Od roku 1943 byl v zahraničním byru KSČ, které integrovalo kromě moskevského exilu i komunistické aktivisty z Paříže.
Po druhé světové válce se nejprve vrátil do Československa a do června 1945 pobýval v Praze. Pak přesídlil do pozdější Německé demokratické republiky. Byl členem Komunistické strany Německa, později Sjednocené socialistické strany Německa. Když byla v roce 1947 ustavena Deutsche Wirtschaftskommission coby ústřední správní orgán v sovětské okupační zóně Německa, stal se náměstkem vedoucího pro interzonální a vnější obchod. Později působil ve vysokých diplomatických funkcích v NDR a zastával post velvyslance NDR v Sovětském svazu. Zemřel v Moskvě.
Zemřel jako mimořádný a zplnomocněný velvyslanec NDR v SSSR v červenci 1955.